# 京王3000系電車
京王3000系電車（けいおう3000けいでんしゃ）は、京王電鉄井の頭線用の通勤形電車である。1962年（昭和37年）から1991年（平成3年）にかけて導入された。

## 概要
井の頭線の輸送力増強およびそれまで同線で使用されていた緑色車体の鋼製車（「グリーン車」）の代替を目的に製造された。
京王初のオールステンレス車両で、製造は全て東急車輛製造が担当した。そのため日本初のオールステンレス車両である東急7000系電車や、本系列とほぼ同時期に就役した南海6000系電車と同様、東急車輛がアメリカのバッド社から導入した技術を用いて製造されている。一部の車両の車内には、同社からのライセンス技術により製造された旨の銘板が取り付けられていた。
1963年（昭和38年）に鉄道友の会ローレル賞を受賞した。

## 車両概説

### 車体

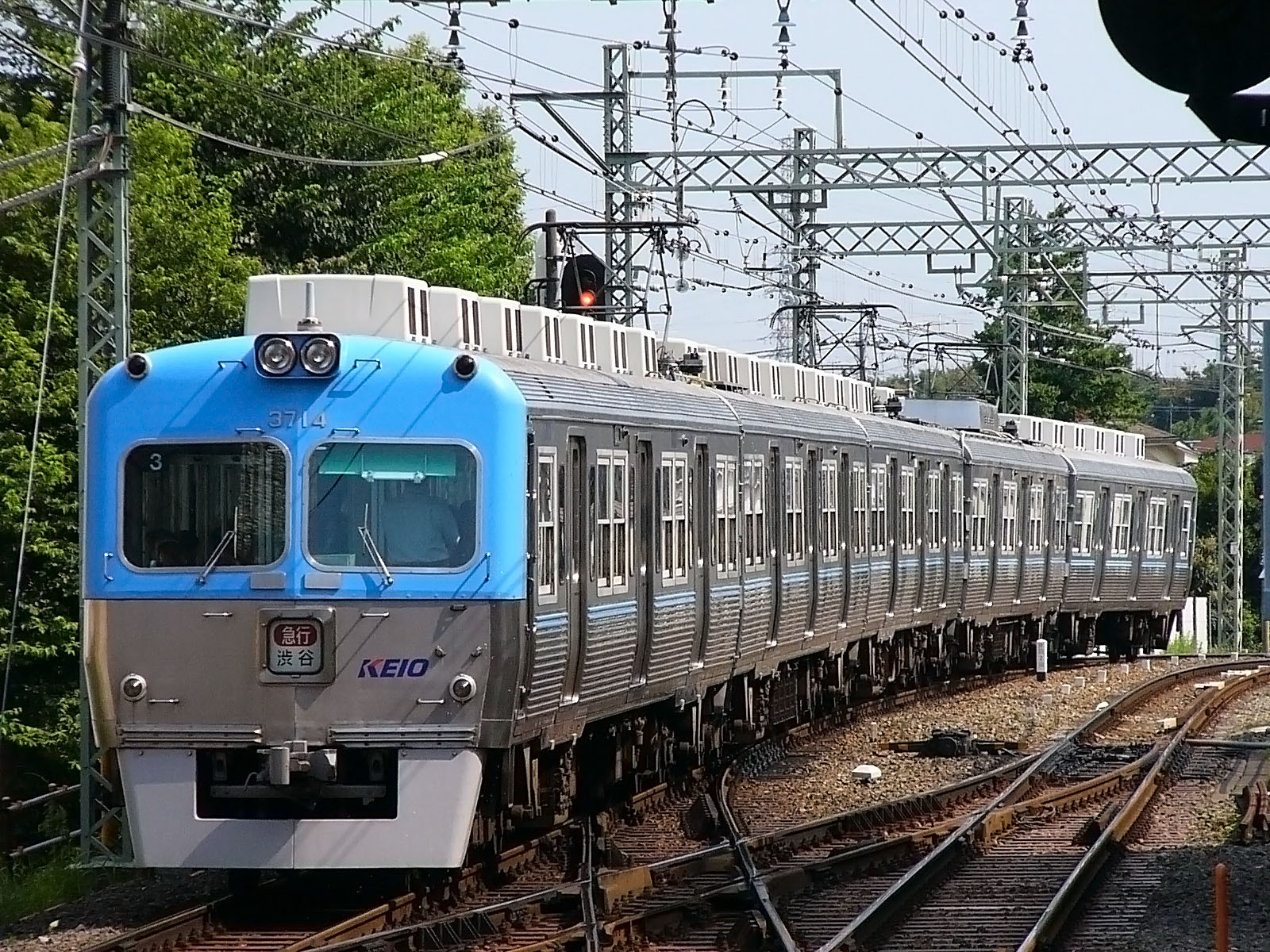
吉祥寺駅を発車する3000系オリジナルタイプ。正面窓が側面まで回りこんでおらず、側面の帯が細帯1本のみ（第14編成 2004年8月11日撮影）

オールステンレス車体を採用した18.5m車体の片側3扉車体で、客用扉は、最初に落成した第1・2編成のみ片開きであったが、第3編成以降は両開きとなった。5両化に際して連結したデハ3100形は第3編成以降と同じスタイルであり、第1・2編成では形態の異なる車両が1両連結された。

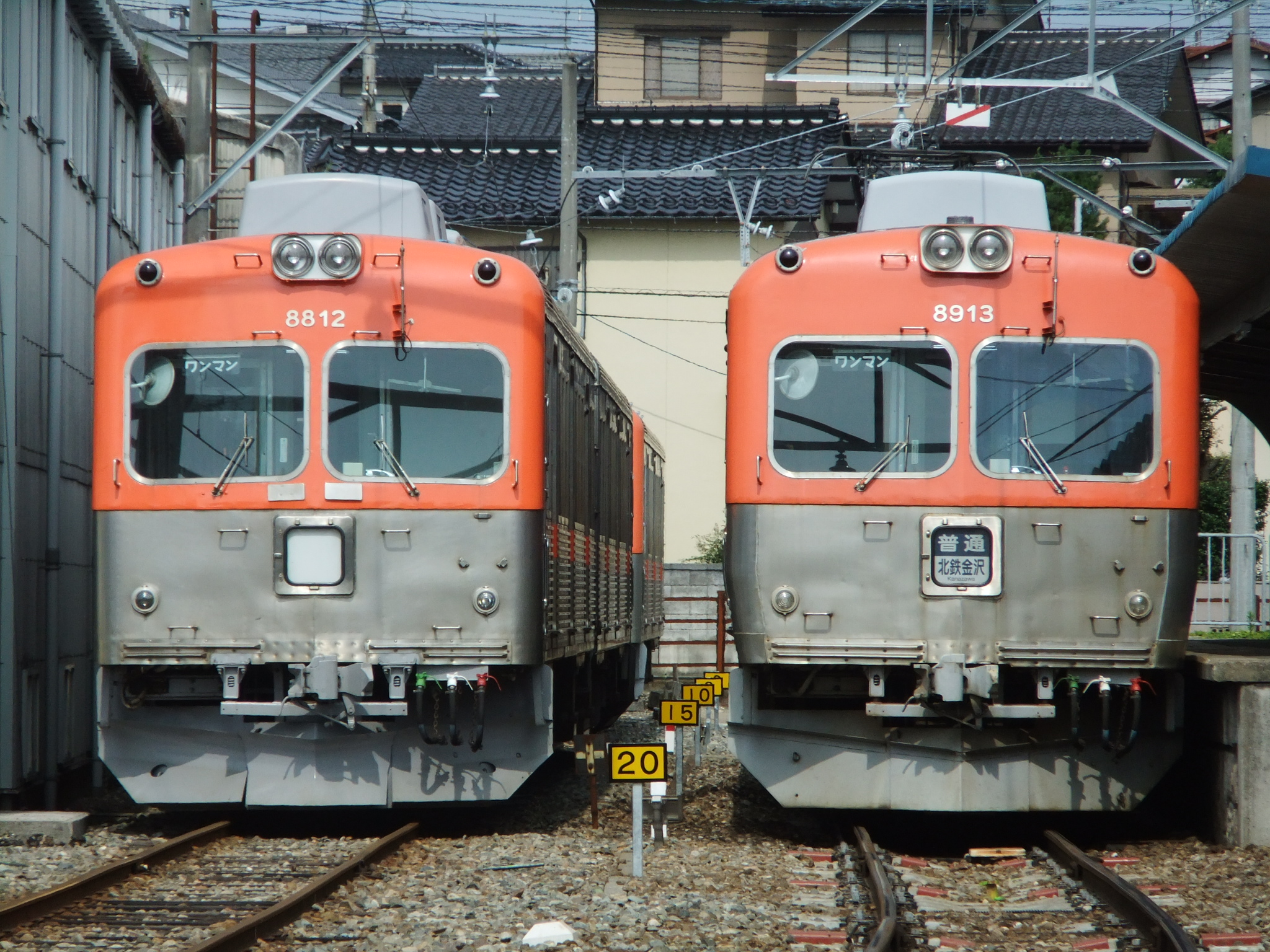
北陸鉄道8000系
8812は第2編成、8913は第5編成が種車で車体断面の違いが判る

扉（片開き扉をD、両開き扉を'D'、乗務員室扉をdと表記）と窓（数字で表記）の配置は狭幅片開き車がd1D3D3D2で、車体長も含めて先行形式の初代1000系や京王線の初代5000系と同一である。また、広幅両開き車はd1'D'2'D'2'D'2で、東急の初代7000系（車体長は異なる）などと比較して両端の扉が窓1枚分中央に寄り、車端が長いのが特徴である（いずれも先頭車で表示）。
前面形状は、窓周りを傾斜させた2枚窓のいわゆる「湘南形」である。ステンレスでは加工の難しい複雑な形状となる前面上半部はFRPが使用され、ステンレス製の車体にねじ止めしている。ステンレス車の前面にFRPを使用するのは日本では初めての試みであった。このFRP部分にパステルカラーの着色をし、編成ごとに変えて変化を持たせた。ステンレスとプラスチックの電車ということで「ステンプラカー」の愛称がある。更新されることなく各地方私鉄に譲渡された初期車は、現在でも前面がFRP製のままである。
登場当時は編成カラーが先頭車前面のみであったが、後に側面の窓下にも前面と同一色の帯が入れられた。その後のCIマーク制定後には先頭車端部の窓上にマークを貼付し（旧来の社紋との並存時期もあった）、さらに2002年ごろには前面にも貼付した。

#### 正面色一覧
編成番号と車体色の対応は下表の通りであり、「第n編成の車体色はnを7で割った余りに対応する」という規則がある。この規則は基本的に1000系にも引き継がれている。
|                  | 編成番号 |    |    |    |    |
| 1.ブルーグリーン | 01       | 08 | 15 | 22 | 29 |
| 2.アイボリー     | 02       | 09 | 16 | 23 |    |
| 3.サーモンピンク | 03       | 10 | 17 | 24 |    |
| 4.ライトグリーン | 04       | 11 | 18 | 25 |    |
| 5.バイオレット   | 05       | 12 | 19 | 26 |    |
| 6.ベージュ       | 06       | 13 | 20 | 27 |    |
| 0.ライトブルー   | 07       | 14 | 21 | 28 |    |

前面には井の頭線伝統の隷書体・縦書きの手動式正面行先表示器を装備し、通常時は始発・終着駅併記であった。1979年（昭和54年）に落成した第19編成以降は電動式となり、側面にも行先表示器を設置した。この電動式行先表示器では正面は終着駅名のみの表記とされたが、一部編成の急行のみ両端駅併記が表示された時期があった。1988年（昭和63年）のダイヤ改定後は急行と各停の種別変更が吉祥寺駅で頻繁に行われるようになったため、後に急行・回送表示板を廃止し正面表示器の字幕を急行表示入りのゴシック体横書き（当初は丸ゴシック体、後に京王CI化によりゴシック体に交換）に改めた。この時点では各停は正面・側面とも行先のみの表示であった。その結果、第28・29編成の縦書き表示は短期間に留まった。2002年（平成14年）ごろに正面・側面とも「各停」表示が追加された。第1・2編成は廃車されるまで側面行先表示器が設置されなかったが、正面行先表示器はその他の編成と同様のデザインであった。

### 内装
オールロングシートで、モケットはえんじ色である。乗務員室直後部分にも座席があり、乗務員室仕切り部分の一部にも座席モケットが張られている。
運転台のマスコンハンドルとブレーキハンドルが個別に設置され、電磁直通制動を装備する乗務員室の内装は緑色である。2003年（平成15年）ごろより1000系と同等の電子警笛が追設された。乗務員室と客室の仕切り窓は3か所であり、中央が乗務員室仕切り扉である。

### 機器類
主電動機は第1 ₋ 9編成が東洋電機製造製の直流直巻電動機TDK806/3-Cで定格出力100kWで、第10編成以降は直流複巻で出力120kW、歯車比が5.60から6.07に変更され、回生制動を採用した。
台車は第1 - 第9編成は当初M車（電動車）・T車（付随車）とも、東急車輛がオールステンレス車体の製造技術とともにバッド社より技術導入して製造したパイオニア台車 (PIII-703) を装着していたが、のちにM車用PIII-703はTS-801Aに交換された。第10編成以降はM車はTS-801を、Tc車は第1 - 9編成から捻出されたPIII-703を改造して使用した。1985年以降はTc車（制御車）もTS-821Aに交換された。
全編成とも電磁直通空気制動を装備するが、以下の点で異なる。

#### 第1 - 6編成
抵抗制御で落成当時は電磁給排・中継併用直通自動空気制動(ARSE-D)・発電制動だったが、後述の第7編成の登場以降電磁直通空気制動に改造された。

#### 第7 - 9編成
前述の第6編成までと同じく抵抗制御だが、落成当時より電磁直通空気制動。

#### 第10 - 15編成
落成当時は抵抗制御・回生制動（東急7000系・7200系の東洋電機製造製制御装置搭載車と同方式の界磁調整器制御）であったが、1985年（昭和60年）ごろに界磁チョッパ制御に改造された。

#### 上記以外
5両化用のデハ3100形（これのみ1M方式、デハ3000・3050形はユニット方式）と第16編成以降は界磁チョッパ制御・回生制動。

## 製造年による変化

### 冷房車
第13編成までは非冷房で落成し、第14・15編成が新製冷房車（試作冷房車）、第16編成以降が量産冷房車としてそれぞれ増備された。なお、クーラーの電源は全編成130kVAのブラシレス式MGで5両分の電力をまかなっている。第16・17編成は先頭車が集約分散式、中間車が集中式を採用したが、第18編成からは全車集中式とされた。

### 軽量構造化
第20編成以降は軽量ステンレス構造となっているが、車体外板は従来通りのコルゲート加工となっている。変更点は、室内ドアの隅柱などの工作や化粧板の継ぎ目の押面の位置などである。外板のコルゲートの本数は1本少ないため、側窓下のコルゲート部までの隙間が大きい。後年、側窓とコルゲート部の間に側面帯を追加したが、第19編成まではコルゲートの上端2本に貼付された。
東急車輛での強度試験に車体を供出したデハ3054号と踏切事故により修繕したクハ3758・デハ3108・デハ3058号の4両も同構造の車体がほぼ新製され、手摺り・側ドア・パイプ棚・冷房風洞は可能な限り再利用したが、デハ3054号の風洞は新製車と同等とされた。第8編成の客用扉は破損した数枚以外再利用したが、窓ガラスの支持方式がHゴムのものと、デハ3100形用の押さえ金支持式、破損不足分の第28・29編成と同等の新製客用扉が復旧の際にランダムに取り付けられたため、1両の中に複数の形態のドアが混在する。これらの車両にも窓下に帯を追加したが、連結相手に合わせてコルゲート上に貼付されており、帯の位置が低い点が完全新造車と異なる。

### 雨樋の設置
第1 - 15編成には水切りのみで雨樋がないが、第16 - 19編成は水切りに加えて雨樋を装備する。第20編成以降では車体構造の変更に伴い雨樋のみになる。

## 編成別解説

### 第1・2編成

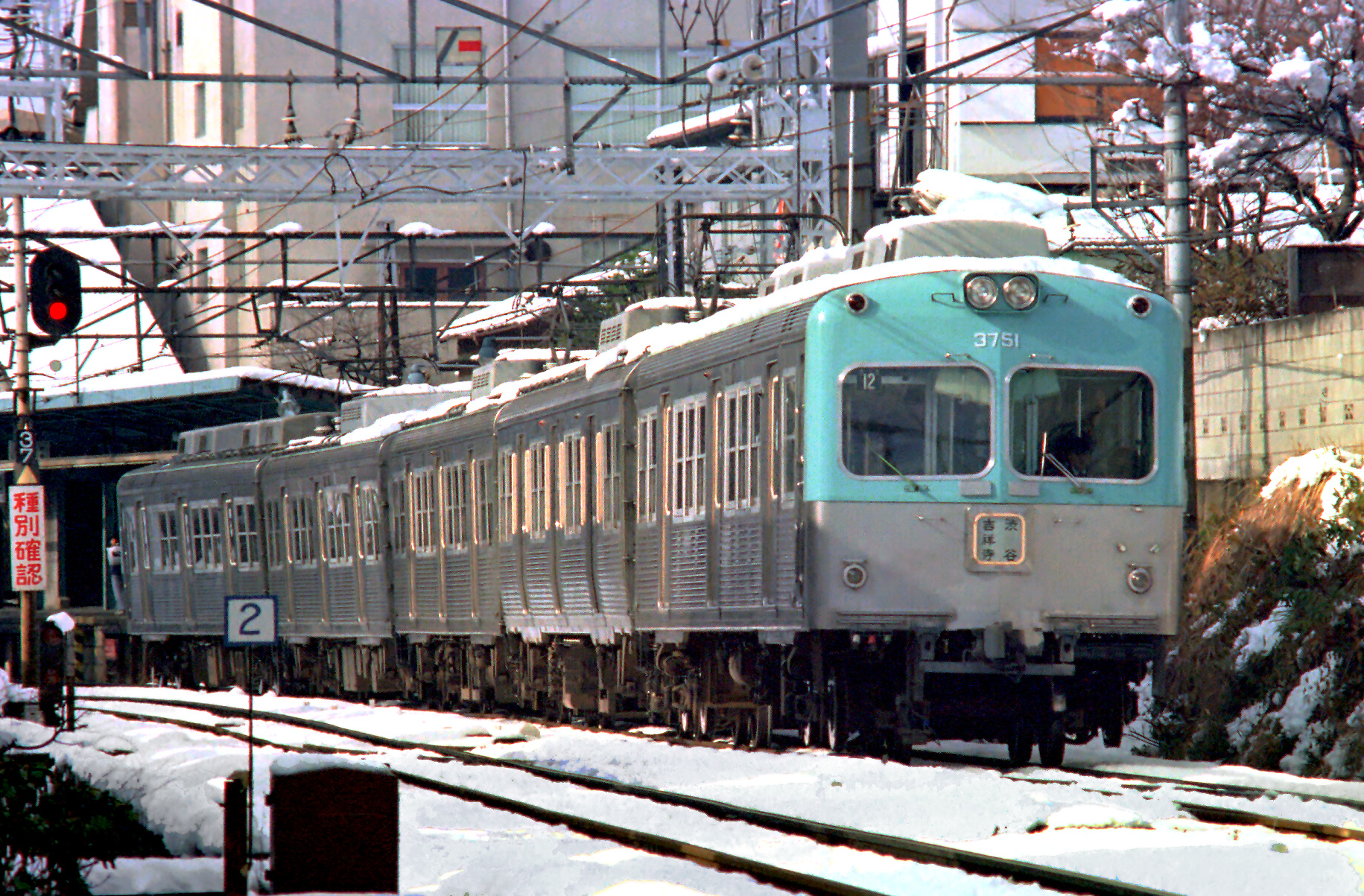
3000系狭幅車。2両目に広幅車のデハ3100形が連結されている

1962年度に投入され、第1編成は1962年12月28日に営業運転を開始した。扉は1,200mmの片開き扉で、発電制動、強制通風式抵抗器、窓割などは旧1000系と同様で、車体幅も以降の編成より狭い2,700mmである。MT比2M2Tの4両編成で登場し、後に広幅のデハ3100形を組み込んで5両化した。
第1編成と第2編成では正面の手摺りの配置が一部異なり、第2編成の手摺りの配置は後の第3編成以降に踏襲される。
2編成とも非冷房で登場し、改造により冷房装置を搭載するとともに新製冷房車のデハ3100形（両開き車）を挟んで5両編成となったため、片開き車と両開き車が混在する編成となった。先頭車が集約分散式（4台/両）、中間車が集中式（1台/両）となっている。なお、登場時は第1編成がサイクルファン（扇風機）、第2編成がファンデリアという違いがあった。
井の頭線が本系列に統一された1984年（昭和59年）ごろからは平日朝ラッシュ時のみに限定使用していたが、1996年に廃車された。営業運転終了時には先頭車の前面に投入年を記載したヘッドマークを装着して運用された。

### 第3 - 9編成
1963年度から投入した車体長18.5m・車体幅2,800mmの片側3扉車。扉は先に投入された第1・2編成より幅が100mm広い1,300mmの両開き扉となり、以後はこの仕様で新製した。主電動機は第1・2編成と同一である。この第9編成までが客用扉の窓ガラス支持がHゴムである。1996年から1998年（平成10年）に廃車された。こちらも非冷房で登場し、改造により冷房装置を搭載した。

### 第10 - 13編成
1967年（昭和42年）度に投入した。2000年（平成12年）に第10編成が、2003年（平成15年）に第11編成が、2004年（平成16年）に第12・13編成がそれぞれ廃車となった。この編成以降は扉と主電動機の出力、台車などの設計は統一されている。

### 第14・15編成
1969年（昭和44年）度に投入した。4両で新製された最後のグループである。このグループからは新製時から冷房装置を搭載する。未更新で残された最後のグループでもある。

### 第16 - 19編成
1975年（昭和50年）度から投入した。このグループより5両編成で新製され、すべての電動車が界磁チョッパ制御となる。また、デハ3000形のパンタグラフ搭載位置が、吉祥寺方から渋谷方に変更されている。第19編成では初めて側面にも行先表示器が設置された。

### 第20 - 29編成

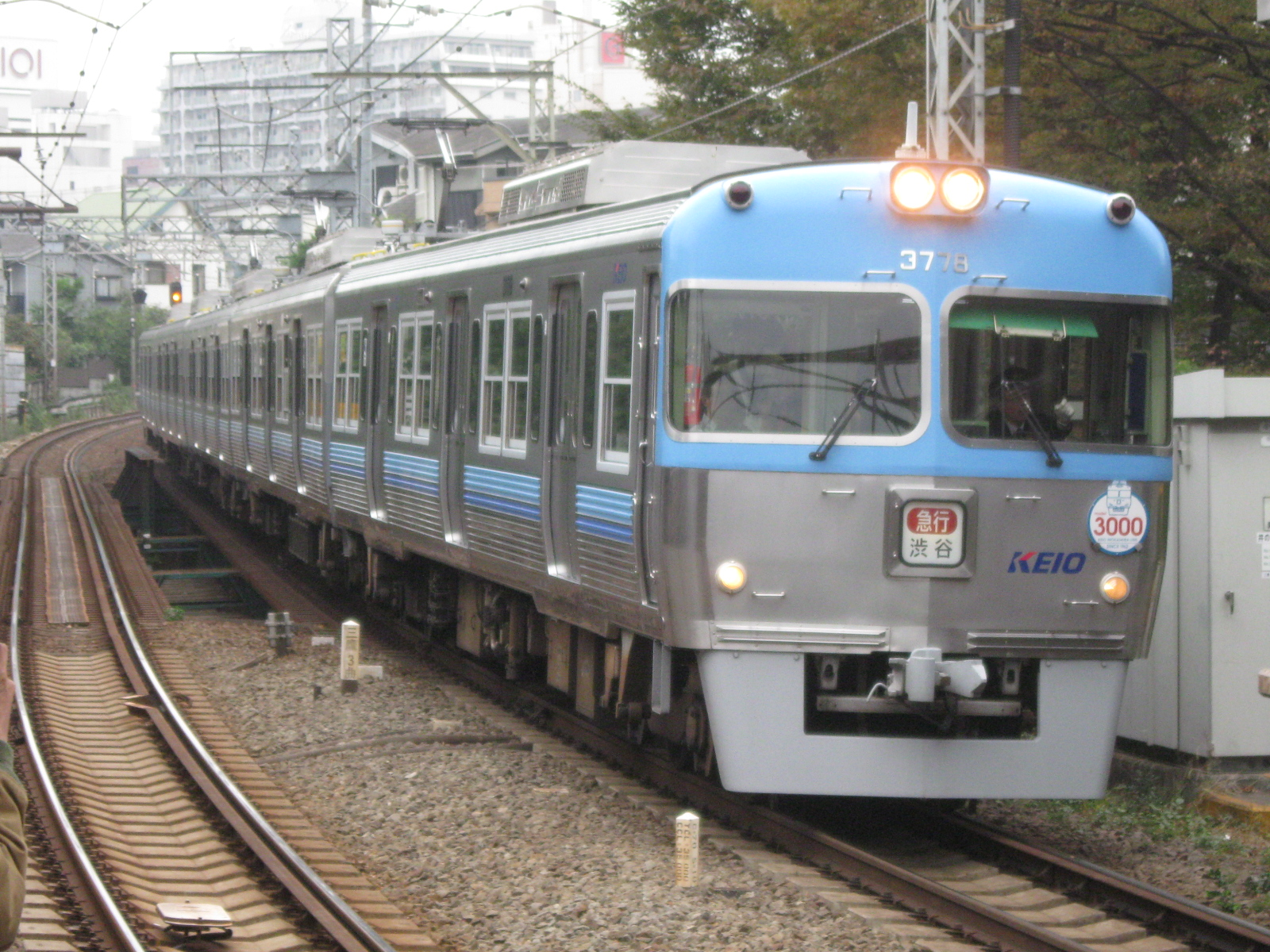
記念ヘッドマークを装着した第28編成

本系列の最終グループ。軽量車体構造が使用された。第20 - 27編成は1983年（昭和58年）度から1984年度までに最後まで残った「グリーン車」の置き換え、第28・29編成は1987年（昭和62年）度の列車増発のためにそれぞれ投入された。扉と主電動機の出力などは第10 - 19編成と同一である。台車はM車がTS-801B、T車がTS-821。事故廃車が発生したため、1991年に同一番号でクハ3722号を1両新製した。冷房装置は全車集中式を搭載し、カバーはステンレス製となった。

## 改造

### 冷房化改造
第1 - 13編成は1971年（昭和46年） - 1973年（昭和48年）ごろに冷房化され、同時期にデハ3100形（新製冷房車）を組み込んで5両化された。5両化と冷房改造は前後して進み、5両化が先で残る4両が後で冷房改造されたケースもあった。
改造冷房車の中間車は編成ごとに冷房改造後の室内の天井形態にも違いがある。先頭車はすべて冷房吹き出し口とファンデリア（換気扇）の併用だが、中間車はファンデリアの代わりに補助送風機としてラインデリアを装備したものがある。

### 方向幕の改造
1982年（昭和57年）から1986年（昭和61年）にかけて第3 - 15編成も側面行先表示器の設置および正面の電動化が施工された。

### 排障器の設置
1994年（平成6年）から全車に排障器（スカート）が設置された。

### リニューアル改造

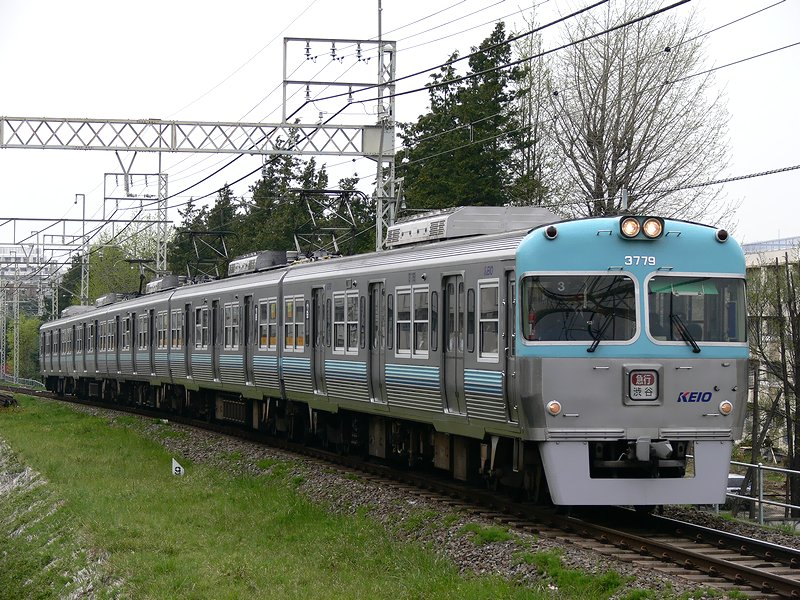
3000系リニューアル車。正面窓が側面まで回り込んでいる。（2007年4月13日 高井戸駅）

第16編成以降は、1000系の投入と並行してリニューアル工事が実施された。施工第1号は第17編成で、同系列の投入より半年程早く登場した。改造内容は以下の通り。

#### 外観
- 先頭車前面運転台窓が側面まで拡大された。
- ワイパーを電気式に換装した。
- 先頭車前面カラーマスクをFRPから普通鋼製に変更。

- 正面のカラーマスクの色に合わせたラインは同系列の濃淡による2色化された。
- 連結部に転落防止幌を設置。第16編成以降は縦どいに貼り付けるように一般的な形状のものを設置。屋上昇降用ステップを廃し、妻面にはしごを追加。第10 - 15編成では雨樋がないため、ステップ兼用の外幌は互い違いに噛み合わさる形状のものを設置。

#### 車内
- 座席はえんじ色モケットから1000系未更新車に準じたピンク色のバケットシートに変更した。
- 壁面化粧板はオレンジ色から明るい白色へ、床材も黄土色から、白色、ブラウンのフットライン付きへと張り替え、車内が明るくなった。化粧板および床の模様は1000系未更新車と同じものを採用する。
- ドア付近上部のつり革は第9編成まで新製時より装備しており、第10編成以降と5両化の際の増備車では省略されていた。1985年ごろに第1 - 9編成のドア上部のつり革と取り付け金具を撤去し、しばらくの間は手すりのみが設置されていた。その後、第10編成以降については枕木方向に短いつり革を設置するとともにドア付近上部にも設置された。

また、第13 - 15編成も延命のために追加で車内の簡易改造工事（化粧板と床の張り替え）が行われた。

### その他
冷房装置の交換も頻繁に行われ、集中型は鋼製のキセからステンレス製に、さらに6000系の廃車発生品を流用したものや1000系に搭載されたものを設計変更したものなどが存在する。

## 運用
系列による区別はなく1000系と共通で運用されたが、駅での旅客案内の都合上、ある程度はどの列車に充当するかは決まっていた。また、渋谷・吉祥寺の両駅では足元の緑色の乗車位置目標が、それ以外の駅では緑色の3扉車乗車位置が本系列となっていた。
また、1000系の登場時にMT比の低さから空転が多かったため、雨天や降雪時の運用には優先的に本系列を投入していた。
1000系の導入に伴い1996年から廃車が開始され、2004年11月の第14編成の廃車を最後に原型車は消滅した。
リニューアル車についても1000系の増備が再開された2008年から置き換えが開始され、2011年11月3日から12月4日にかけて引退記念イベントを実施し、営業運転を終了した。最後まで残った第28編成は同年11月3日、6日、13日の3日間、ヘッドマークを装着して営業運転に入り、11月20日に富士見ヶ丘検車区において事前応募者による展示会を実施した後、記念イベント終了後の12月10日に伊予鉄道に向けて搬出された。

## 譲渡
本形式は京王電鉄での廃車後、71両が京王重機整備で改造の上、地方鉄道に譲渡された。ただし、これらの譲渡先でも経年による老朽化が顕著であることなどから、2020年代以降は伊予鉄道を除いて順次廃車が進行している。
運用目的以外ではデハ3063が2004年に群馬県内の企業に譲渡されたほか、クハ3719が2013年10月から京王れーるランドで保存展示されている。また、廃車により発生した冷房装置・パンタグラフ・側面方向幕の一部が高松琴平電気鉄道へ譲渡されている。
なお、銚子電気鉄道にも8両の譲渡が計画されていたが、資金難かつ建築限界の都合から、伊予鉄道への3000系の譲渡で置き換えられた800系（もと京王2010系）4両の譲受に変更された。

### 譲渡先
- 北陸鉄道 - 8000系・7700系
- 上毛電気鉄道 - 700型
- 岳南鉄道（現・岳南電車） - 7000形・8000形
- 松本電気鉄道（現・アルピコ交通） - 3000形
- 伊予鉄道 - 3000系[9]

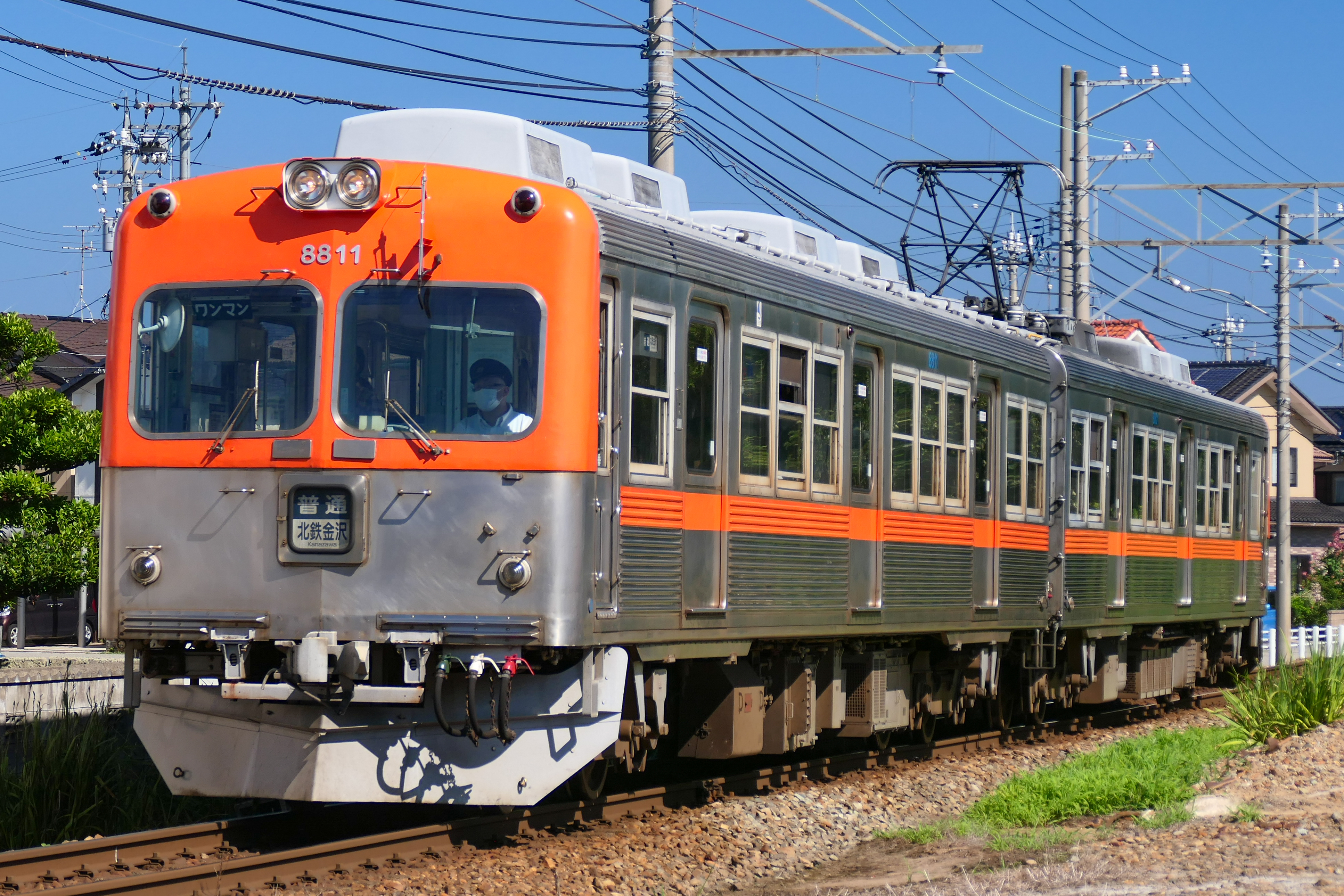
北陸鉄道8000系（狭幅車・8800番台）
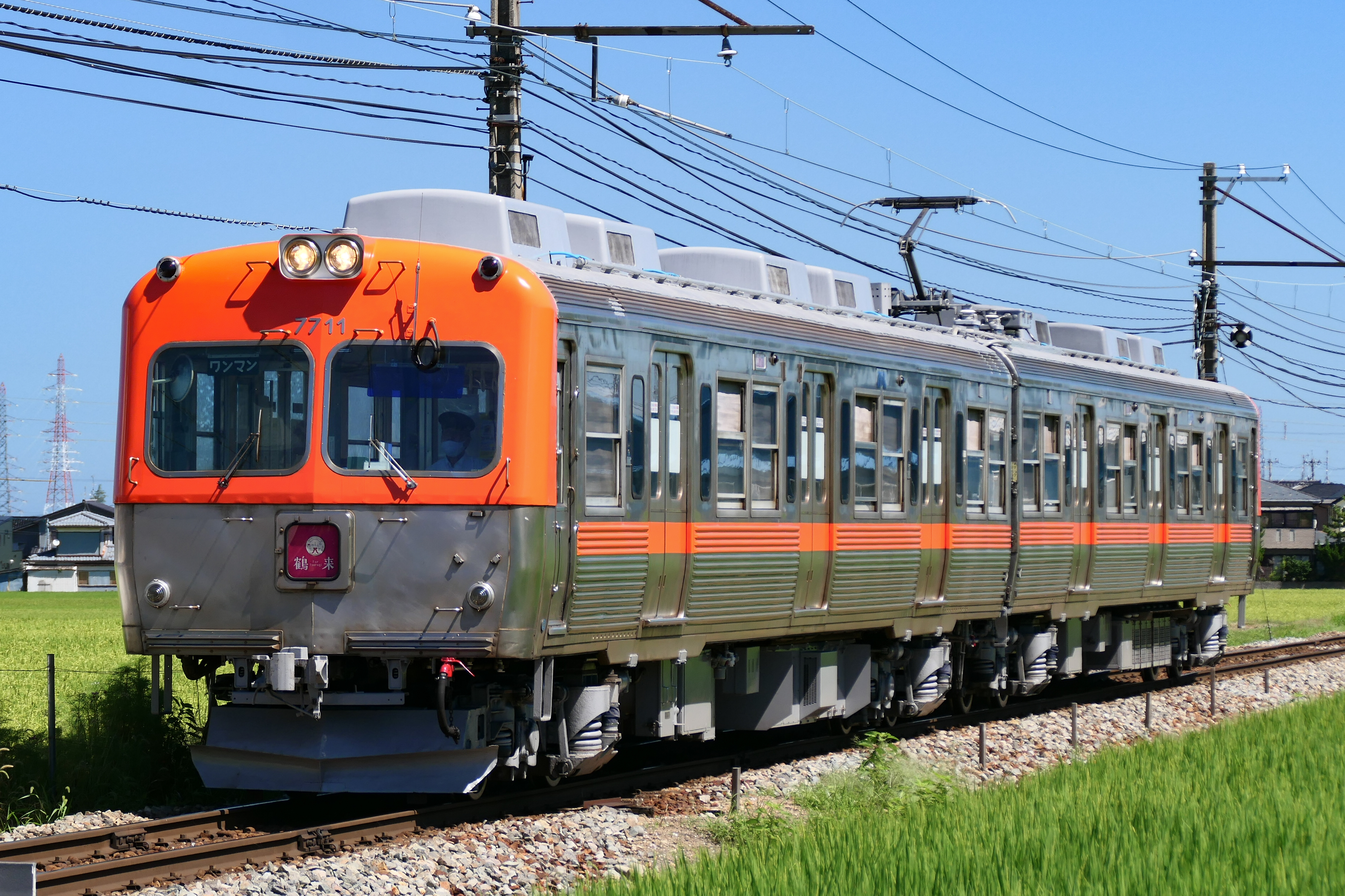
北陸鉄道7700系（広幅車）
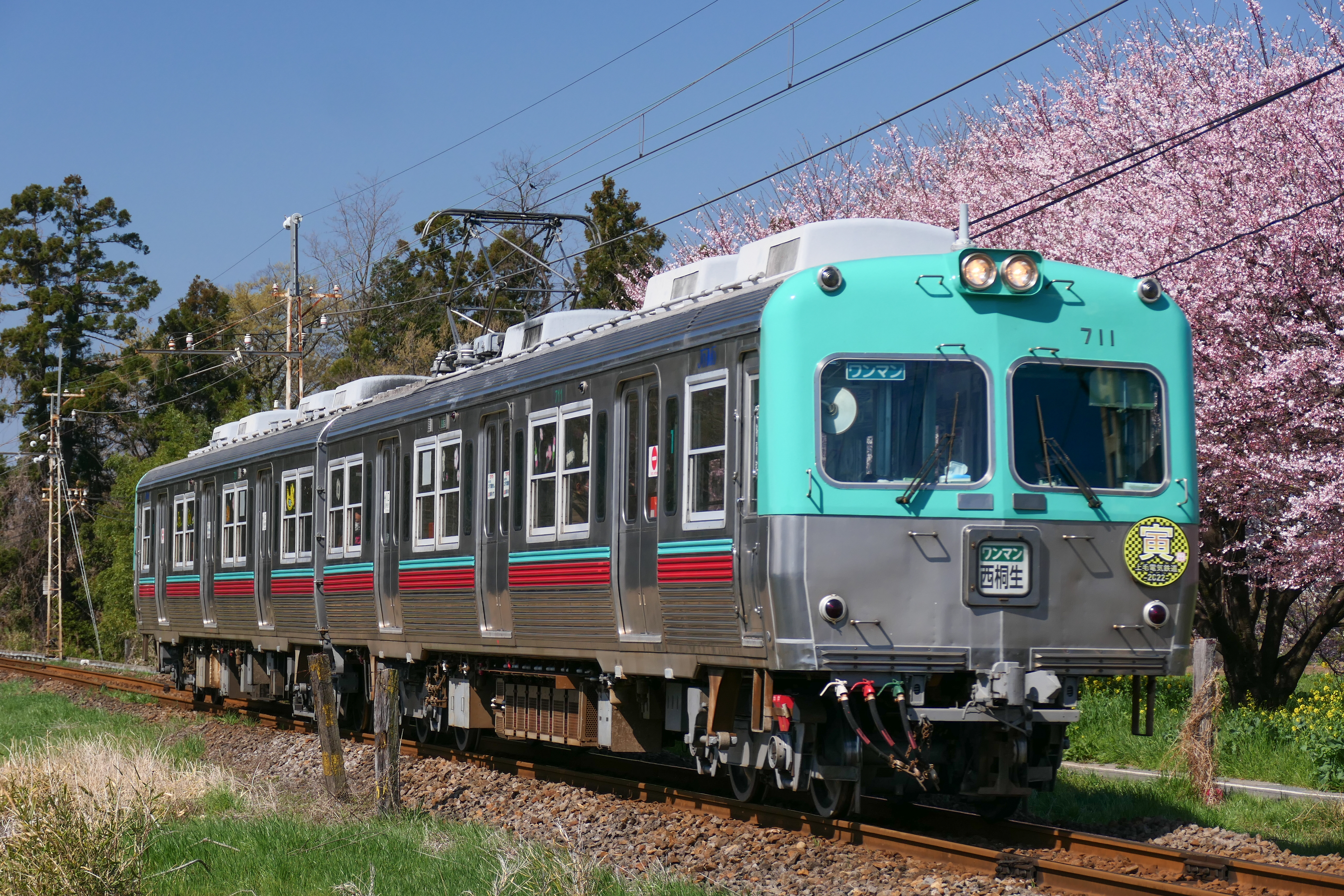
上毛電気鉄道700型
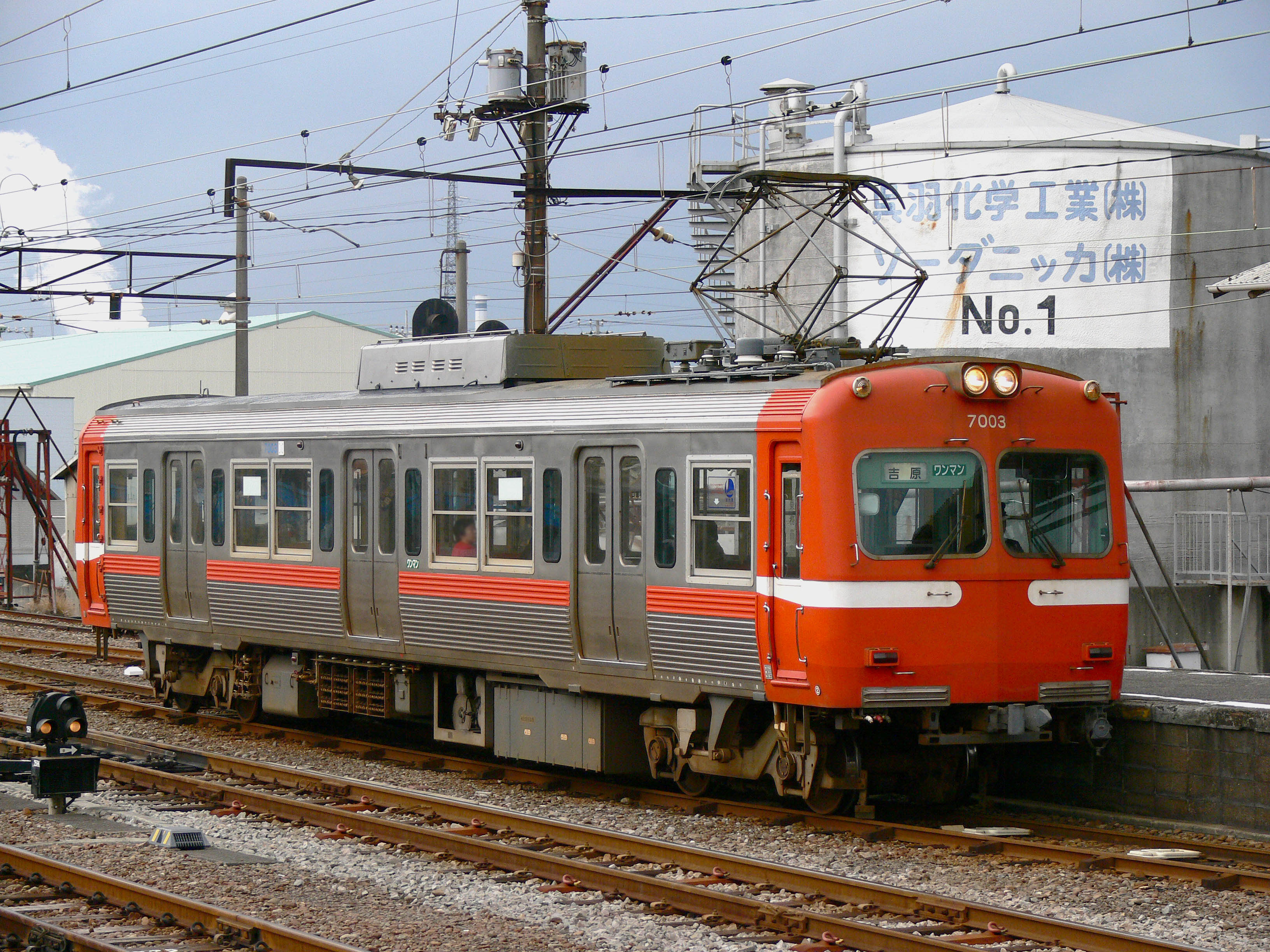
岳南鉄道7000形
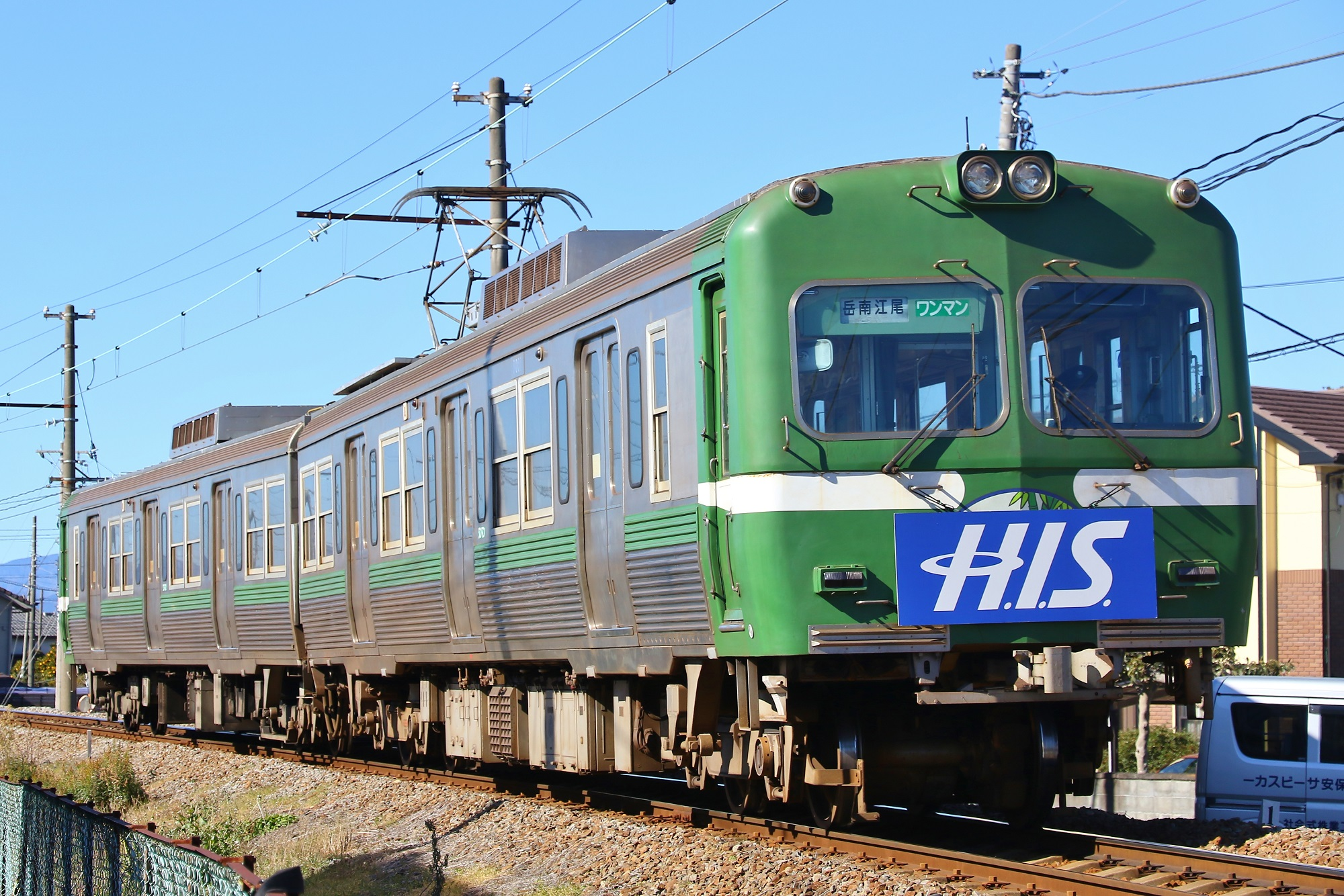
岳南鉄道8000形
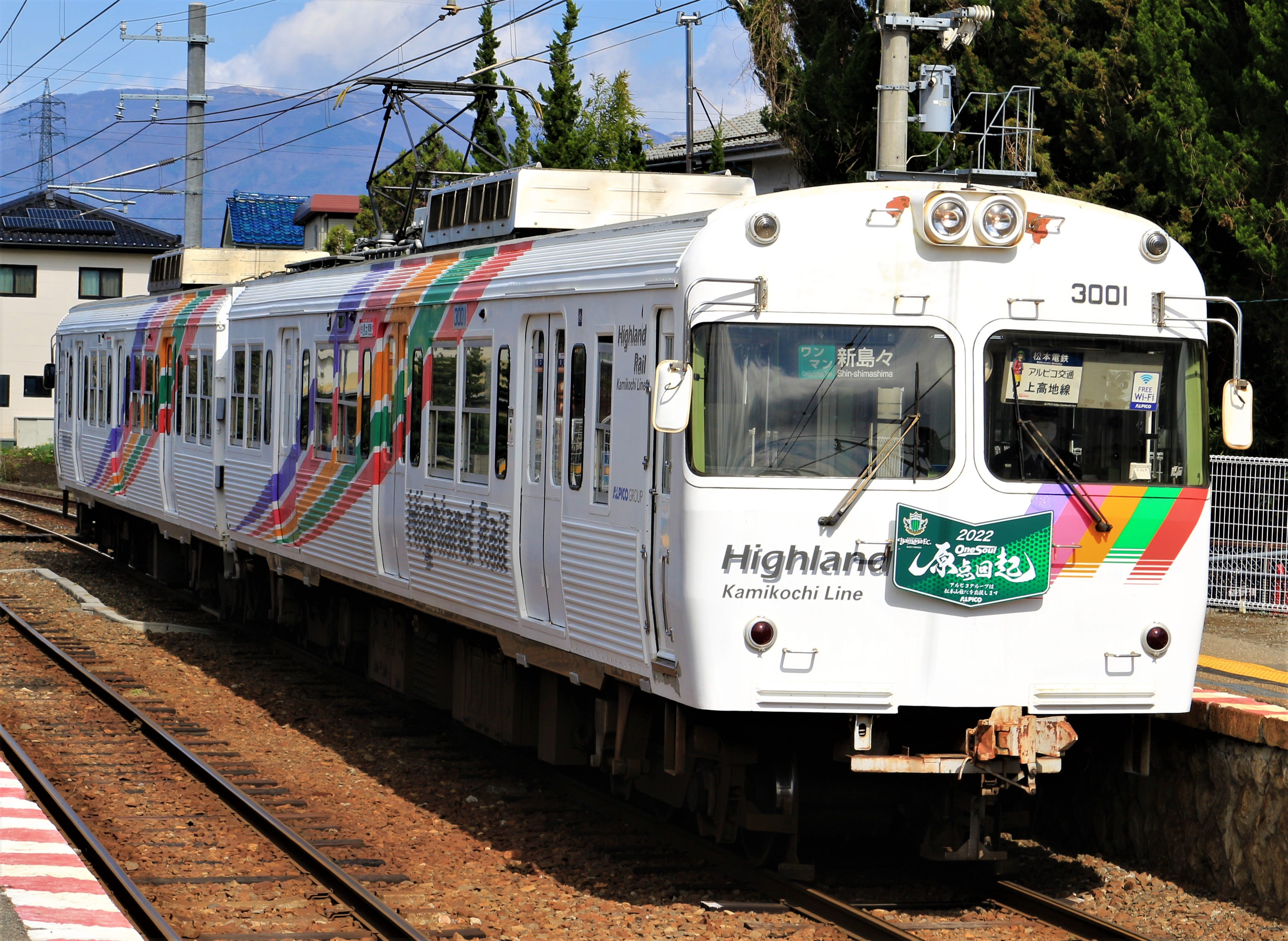
松本電気鉄道3000形
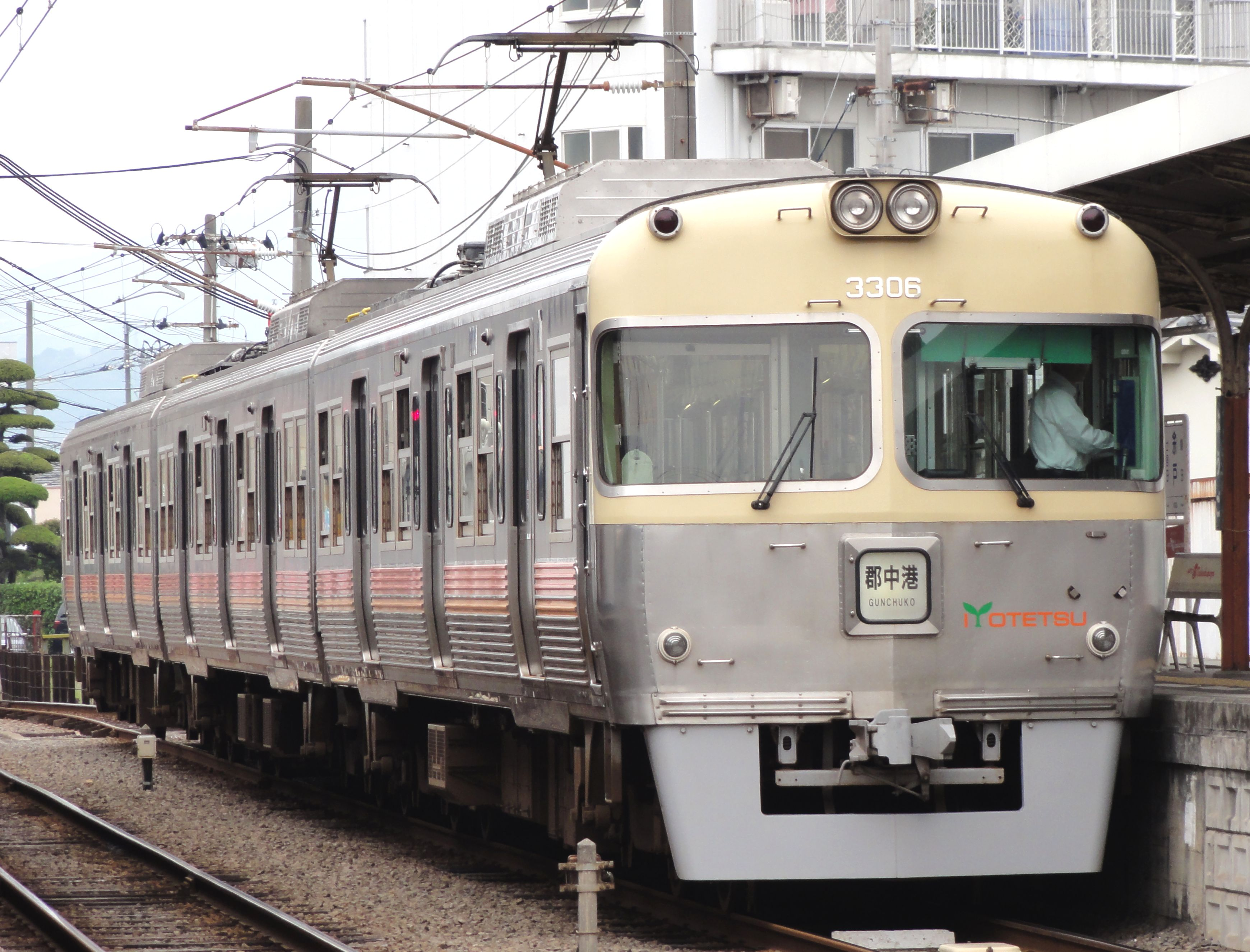
伊予鉄道3000系（落成当初）
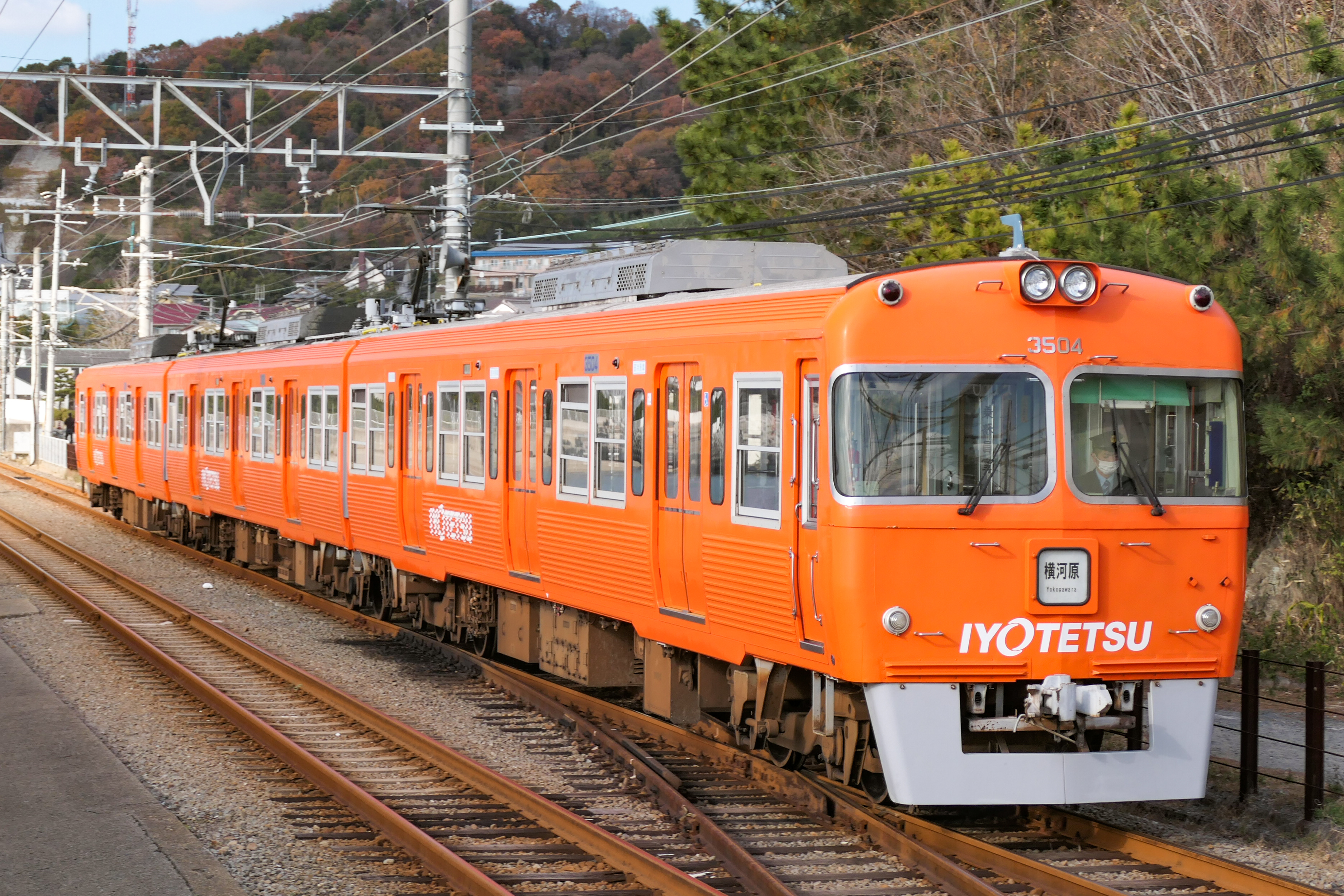
伊予鉄道3000系（新塗装）